# 伊藤暁
伊藤 暁（いとう さとる、1976年 - ）は、日本の建築家。伊藤暁建築設計事務所主宰。東洋大学理工学部建築学科准教授。

## 略歴
- 1976年 東京都生まれ
- 1995年 東京都立戸山高等学校卒業
- 2000年 横浜国立大学工学部建設学科建築学コース卒業
- 2002年 横浜国立大学大学院工学研究科計画建設学専攻修士課程修了
- 2002年 - 2006年　aat+ヨコミゾマコト建築設計事務所
- 2007年 伊藤暁建築設計事務所設立
- 2017年 - 東洋大学准教授

## 主な作品
- Kirin（2007）
- 目黒ビル（2007）
- クマグスのモリ（会場構成）（2007）
- S-Office（2007）
- S-House（2008）
- ITO-YA（2008）
- T-House（2009）
- 「感じる服、考える服」展 / Theatre Products 東京オペラシティアートギャラリー（展示構成）（2011）
- Carry in Project in Swiss（2012）
- 神山バレーサテライトオフィスコンプレックス（2013）
- 谷中テラス（2013）
- ムサビのデザインⅢ（会場構成）（2013）
- Wood + Steel Shelf（2013）
- 半丈の書架（2013）
- しかけ絵本Ⅰ/技法の歴史（会場構成）（2013）
- えんがわオフィス（2013）
- しかけ絵本Ⅱ/江戸から明治に見るあそびのしかけ（2014）
- えんがわオフィスアーカイブ棟（2014）
- 横浜の住宅（2014）
- 搬入プロジェクトin越後妻有（2015）
- 小田原の住宅（2015）
- 綾里と津波博物館展（会場構成）（2015）
- 尾山台の住宅（2015）
- WEEK神山（2015）
- Room301（2016）
- 筑西の住宅（2016）
- 武蔵境の住宅（2016）
- ほんの庵（2016）
- Garden & Rooms（2017）
- Wood + Steel Shelf 2（2017）
- 菊名の住宅（2017）
- 久我山の住宅（2018）

## 受賞
- 2013年　SDレビュー入選（えんがわオフィスアーカイブ棟）[3]
- 2014年　JCDデザインアワード銀賞（えんがわオフィス）[4]
- 2014年　リフォームデザインコンテスト部門別最優秀賞（半丈の書架）[5]
- 2015年　JIA四国建築賞優秀賞（えんがわオフィス）[6]
- 2015年　神奈川建築コンクール優秀賞（横浜の住宅）[7]
- 2016年　ベネチアビエンナーレ国際建築展特別表彰（日本館展示）[8]
- 2016年　東京建築士会住宅建築賞（横浜の住宅）[9]
- 2017年　JIA東北住宅大賞奨励賞（ほんの庵）[10]
- 2018年　茨城建築文化賞優秀賞（筑西の住宅）[11]
- 2019年　東京建築士会住宅建築賞金賞（筑西の住宅）[12]

## 著書
- 3.11以後の建築（共著）2014年　学芸出版社
- en art of nexus ベネチアビエンナーレ国際建築展日本館展示公式カタログ（共著）2016年　TOTO出版
- KJ2018年6月号（雑誌/伊藤暁建築設計事務所特集）
- 共感・時間・建築（共著）2019年　TOTO出版
- 具体的な建築　2023年　学芸出版社